# Urrao
Urrao este un municipiu din departamentul Antioquia, Columbia.

## Personalități născute aici
- Rigoberto Urán (n. 1987), ciclist.